# Persone di cognome Esposito
| Questa pagina contiene informazioni ricavate automaticamente dalle voci biografiche con l'ausilio del template Bio e di un bot. L'aggiornamento è periodico e automatico e ricostruisce completamente la pagina. Se manca una persona in questa lista, sei pregato di non aggiungerla, ma accertati piuttosto che la sua voce biografica contenga il template Bio e che i dati anagrafici siano correttamente compilati. Se il template Bio manca, inseriscilo tu stesso o, in alternativa, metti l'avviso {{tmp\|Bio}} che ne segnala la mancanza. Se i dati riportati sono sbagliati, correggi direttamente la voce biografica; le modifiche saranno visibili in questa lista entro pochi giorni. Per chiarimenti vedi il progetto antroponimi. La lista contiene solo le 90 persone che sono citate nell'enciclopedia e per le quali è stato implementato correttamente il template Bio. Pagina aggiornata al 23 lug 2025. |

Questa è una lista di persone presenti nell'enciclopedia che hanno il cognome Esposito, suddivise per attività principale.

## Allenatori di calcio(6)
- Andrea Esposito, allenatore di calcio e ex calciatore italiano (Galatina, n. 1986)
- Carmine Esposito, allenatore di calcio e ex calciatore italiano (Napoli, n. 1970)
- Massimiliano Esposito, allenatore di calcio, giocatore di beach soccer e ex calciatore italiano (Napoli, n. 1972)
- Mauro Esposito, allenatore di calcio e ex calciatore italiano (Torre del Greco, n. 1979)
- Salvatore Esposito, allenatore di calcio e ex calciatore italiano (Torre Annunziata, n. 1948)
- Vincenzo Esposito, allenatore di calcio e ex calciatore italiano (Torino, n. 1963)

## Allenatori di pallacanestro(2)
- Marco Esposito, allenatore di pallacanestro italiano (Brindisi, n. 1987)
- Vincenzo Esposito, allenatore di pallacanestro e ex cestista italiano (Caserta, n. 1969)

## Arbitri di calcio(2)
- Carlos Esposito, ex arbitro di calcio argentino (Buenos Aires, n. 1941)
- Liberato Esposito, ex arbitro di calcio italiano (Torre del Greco, n. 1946)

## Artiste(1)
- Bruna Esposito, artista italiana (Roma, n. 1960)

## Astronomi(1)
- Larry W. Esposito, astronomo statunitense (n. 1951)

## Attori(10)
- Ciro Esposito, attore italiano (Napoli, n. 1981)
- Giancarlo Esposito, attore statunitense (Copenaghen, n. 1958)
- Giovanni Esposito, attore, regista e comico italiano (Napoli, n. 1970)
- Maurizio Esposito, attore e conduttore televisivo italiano (Milano, n. 1957)
- Mimmo Esposito, attore e regista italiano (Portici, n. 1968)
- Raffaele Esposito, attore, commediografo e regista teatrale italiano (Napoli, n. 1959)
- Raffaele Esposito, attore italiano (Lodi, n. 1978)
- Salvatore Esposito, attore e scrittore italiano (Napoli, n. 1986)
- Franco Folli, attore italiano (Napoli, n. 1924 - Napoli, † 2003)
- Alessandro Siani, attore, comico e cabarettista italiano (Napoli, n. 1975)

## Attrici(6)
- Maria Del Monte, attrice e cantante italiana (Napoli, n. 1945 - Napoli, † 2022)
- Cameron Esposito, attrice statunitense (Western Springs, n. 1981)
- Clotilde Esposito, attrice italiana (Napoli, n. 1997)
- Jennifer Esposito, attrice statunitense (New York, n. 1973)
- Lalla Esposito, attrice e cantante italiana (Napoli, n. 1964)
- Maria Esposito, attrice italiana (Napoli, n. 2003)

## Calciatori(7)
- Andrea Esposito, calciatore italiano (Sant'Arcangelo, n. 1950 - Sant'Arcangelo, † 2018)
- Antonio Esposito, ex calciatore e allenatore di calcio svizzero (Lugano, n. 1972)
- Francesco Pio Esposito, calciatore italiano (Castellammare di Stabia, n. 2005)
- Marco Esposito, ex calciatore italiano (Massafra, n. 1980)
- Salvatore Esposito, calciatore italiano (Castellammare di Stabia, n. 2000)
- Sebastiano Esposito, calciatore italiano (Castellammare di Stabia, n. 2002)
- Vincenzo Esposito, ex calciatore italiano (Napoli, n. 1971)

## Calciatrici(1)
- Valentina Esposito, calciatrice italiana (Napoli, n. 1986)

## Canottieri(1)
- Francesco Esposito, ex canottiere italiano (Castellammare di Stabia, n. 1955)

## Cantanti(2)
- Don Franco, cantante e compositore italiano (Avellino, n. 1945 - Parigi, † 1990)
- Patrizio, cantante e attore italiano (Napoli, n. 1960 - Napoli, † 1984)

## Cantautori(2)
- Joe Esposito, cantautore statunitense (Brooklyn, n. 1948)
- Lele, cantautore italiano (Pollena Trocchia, n. 1996)

## Cestisti(1)
- Riccardo Esposito, ex cestista e allenatore di pallacanestro italiano (Napoli, n. 1966)

## Comici(1)
- Gigi e Ross, comico italiano (Napoli, n. 1978)

## Compositori(1)
- Ernesto Esposito, compositore italiano (Milano, n. 1939 - Lecco, † 2012)

## Conduttori televisivi(1)
- Fabio Esposito, conduttore televisivo italiano (La Spezia, n. 1983)

## Critici letterari(1)
- Vittoriano Esposito, critico letterario italiano (Celano, n. 1929 - Avezzano, † 2012)

## Cuochi(2)
- Gennaro Esposito, cuoco e personaggio televisivo italiano (Vico Equense, n. 1970)
- Raffaele Esposito, cuoco italiano (Napoli, n. 1850 - † 1923)

## Filosofi(1)
- Roberto Esposito, filosofo italiano (Piano di Sorrento, n. 1950)

## Flautisti(1)
- Pasquale Esposito, flautista italiano (Scafati, n. 1926 - Napoli, † 2014)

## Fumettisti(1)
- Esposito Bros., fumettista italiano (Couvet, n. 1961)

## Generali(2)
- Arturo Esposito, generale italiano (Napoli, n. 1949)
- Giovanni Esposito, generale italiano (Loreto Aprutino, n. 1882 - Roma, † 1958)

## Ginnaste(1)
- Manila Esposito, ginnasta italiana (Boscotrecase, n. 2006)

## Giocatori di calcio a 5(1)
- Alfredo Esposito, ex giocatore di calcio a 5 italiano (Verona, n. 1968)

## Giornalisti(1)
- Marco Esposito, giornalista e saggista italiano (Napoli, n. 1963)

## Giuristi(1)
- Carlo Esposito, giurista italiano (Napoli, n. 1902 - Roma, † 1964)

## Hockeisti su ghiaccio(2)
- Tony Esposito, hockeista su ghiaccio e dirigente sportivo canadese (Sault Sainte Marie, n. 1943 - † 2021)
- Phil Esposito, ex hockeista su ghiaccio canadese (Sault Sainte Marie, n. 1942)

## Islamisti(1)
- John Louis Esposito, islamista statunitense (New York, n. 1940)

## Judoka(2)
- Antonio Esposito, judoka italiano (Napoli, n. 1994)
- Giovanni Esposito, judoka italiano (Napoli, n. 1998)

## Lottatrici(1)
- Sabrina Esposito, lottatrice italiana (Modena, n. 1985)

## Militari(1)
- Stanislao Esposito, militare italiano (Avellino, n. 1898 - Mediterraneo orientale, † 1942)

## Musicisti(2)
- Tony Esposito, musicista, cantautore e percussionista italiano (Napoli, n. 1950)
- Gianluca Esposito, musicista e compositore italiano (Atri, n. 1972)

## Nuotatori(1)
- Franck Esposito, ex nuotatore francese (Salon-de-Provence, n. 1971)

## Nuotatrici(1)
- Ambra Esposito, nuotatrice italiana (Napoli, n. 1996)

## Pallanuotisti(1)
- Umberto Esposito, pallanuotista italiano (Napoli, n. 1995)

## Pentatlete(1)
- Chloe Esposito, pentatleta australiana (Camden, n. 1991)

## Pentatleti(2)
- Daniel Esposito, pentatleta australiano (n. 1963)
- Max Esposito, pentatleta australiano (Camden, n. 1997)

## Percussionisti(1)
- Tony Cercola, percussionista italiano (Cercola, n. 1955)

## Pianisti(2)
- Michele Esposito, pianista, direttore d'orchestra e compositore italiano (Castellammare di Stabia, n. 1855 - Firenze, † 1929)
- Roberto Esposito, pianista e compositore italiano (Tricase, n. 1984)

## Pittori(2)
- Arcangelo Esposito, pittore italiano (Avellino, n. 1956)
- Gaetano Esposito, pittore italiano (Salerno, n. 1858 - Sala Consilina, † 1911)

## Politiche(1)
- Lucia Esposito, politica italiana (Caserta, n. 1970)

## Politici(3)
- Giuseppe Esposito, politico italiano (Pagani, n. 1956)
- Joseph Esposito, politico e mafioso italiano (Acerra, n. 1871 - Chicago, † 1928)
- Stefano Esposito, politico italiano (Moncalieri, n. 1969)

## Presbiteri(1)
- Bruno Esposito, presbitero e giurista italiano (Terracina, n. 1959)

## Rugbisti a 15(1)
- Angelo Esposito, rugbista a 15 italiano (Casandrino, n. 1993)

## Sciatrici alpine(1)
- Ninon Esposito, ex sciatrice alpina francese (Grenoble, n. 1996)

## Scrittori(2)
- Joe Esposito, scrittore statunitense (Chicago, n. 1938 - Calabasas, † 2016)
- Vincenzo Esposito, scrittore italiano (Torre Annunziata, n. 1945)

## Scultori(1)
- Lello Esposito, scultore e pittore italiano (Napoli, n. 1957)

## Soprani(1)
- Valeria Esposito, soprano italiano (Napoli, n. 1961)

## Storiche delle religioni(1)
- Monica Esposito, storica delle religioni, traduttrice e sinologa italiana (Genova, n. 1962 - Kyoto, † 2011)

## Velisti(1)
- Federico Esposito, velista italiano (Piombino, n. 1986)